# Karanggondang (Karangkobar)
Karanggondang is een bestuurslaag in het regentschap Banjarnegara van de provincie Midden-Java, Indonesië. Karanggondang telt 2232 inwoners (volkstelling 2010).